# Iglesia de Santo Antônio
La Iglesia de Santo Antônio es un templo católico ubicado en la Plaza del Patriarca el centro histórico de la ciudad de São Paulo, Brasil. La iglesia es un patrimonio histórico del estado de São Paulo, además de ser también considerada la iglesia más antigua en pie de la ciudad,  fundada en las últimas décadas del siglo XVI conforme lo señalan los primeros registros documentales de su existencia, datados de 1592. En el siglo XVII albergó a la Orden Franciscana y, en el siglo XVIII estuvo subordinada a la Hermandad de Nuestra Señora del Rosario de los Hombres Blancos.. Sufrió diversas reformas e intervenciones a lo largo de los últimos cuatro siglos, sobre todo en su fachada, reinaugurada en estilo ecléctico en 1919.
El interior de la iglesia de Santo Antônio conserva importantes testimonios del arte producido en São Paulo durante el periodo colonial. Durante la restauración llevada a cabo en el 2005, se descubrió en el forro del altar mayor pinturas murales seiscentistas de alta calidad técnica y artística, las más antiguas que se conocen en São Paulo. También el altar principal, realizado en 1780, es un bello ejemplar de talla barroca. La iglesia esta declarada como patrimonio por el gobierno estadual (Condephaat) desde 1970, en virtud de su importancia histórica, artística y arquitectónica.